# Макс-Йозеф Ібель
Макс-Йозеф Ібель (нім. Max-Josef Ibel; 1 січня 1896, Мюнхен — 19 березня 1981, Мюнхен) — німецький офіцер, генерал-майор вермахту, бригадний генерал бундесверу. Кавалер Лицарського хреста Залізного хреста.

## Біографія
Під час Першої світової війни 5 липня 1915 року поступив в 1-й баварський запасний саперний батальйон. З 1916 року воював у складі 3-ї польової саперної роти.
Після демобілізації армії залишений в рейхсвері, служив в саперних частинах. З 1 серпня 1928 по 30 вересня 1931 року проходив секретну льотну підготовку за межами Німеччини (в цей період він офіційно значився у відставці). З 1 жовтня 1931 року — командир роти 7-го саперного батальйону. 1 квітня 1934 року переведений до Люфтваффе і 1 березня 1935 року призначений референтом льотної підготовки інспекції навчальних закладів. У жовтні-листопаді 1936 року пройшов підготовку льотчика штурмової авіації. З 1 грудня 1936 року — командир 1-ї групи 323-ї (з 1 березня 1937 року — 135-ї) винищувальної ескадри (Бернбург).
З 1 листопада 1938 року — командир 231-ї (потім 3-ї), з 27 вересня 1939 року — 27-ї винищувальної ескадри. Учасник Польської і Французької кампаній. З 13 жовтня 1940 року — начальник 4-го винищувального училища у Фюрті. З 6 червня 1941 року — командир винищувальної авіації 3. З 1 грудня 1942 року — вищий командир винищувальної авіації «Захід». 15 вересня 1943 року переведений до резерву ОКЛ. 1 жовтня 1943 року призначений командиром 2-ї винищувальної дивізії. 1 січня 1945 року знову зарахований в резерв ОКЛ, а 16 лютого отримав посаду інспектора по впливу на населення випромінювання.
5 травня 1945 узятий в полон британськими військами. 4 березня 1948 року звільнений. 1 жовтня 1957 року вступив на службу у ВПС ФРН і призначений командиром 1-ї дивізії ППО. 30 вересня 1961 року вийшов у відставку.

## Звання
- Фанен-юнкер-унтерофіцер (5 липня 1915)
- Фенріх (13 березня 1916)
- Виконувач обов'язків офіцера (6 липня 1916)
- Лейтенант (18 жовтня 1916)
- Оберлейтенант (31 липня 1925)
- Оберст (21 липня 1940)
- Генерал-майор (1 січня 1944)
- Бригадний генерал (1 жовтня 1957)

## Нагороди
- Залізний хрест 2-го і 1-го класу
- Орден «За заслуги» (Баварія) 4-го класу з мечами
- Почесний хрест ветерана війни з мечами (1934)
- Медаль «За вислугу років у Вермахті» 4-го, 3-го і 2-го класу (18 років; 2 жовтня 1936) — отримав 3 нагороди одночасно.
- Нагрудний знак пілота
- Медаль «У пам'ять 13 березня 1938 року»
- Застібка до Залізного хреста 2-го і 1-го класу
- Лицарський хрест Залізного хреста (22 серпня 1940)
- Орден «За заслуги перед Федеративною Республікою Німеччина», командорський хрест (13 вересня 1961)